# FreeWRT
In informatica FreeWRT è una distribuzione GNU/Linux per sistemi dedicati come router wireless di Linksys e ASUS.
È un fork del progetto OpenWrt.
Il nome FreeWRT non deve essere confuso con un altro progetto (ora non più esistente) con lo stesso nome, che copiò il firmware Sveasoft e l'ha reso disponibile gratuitamente.
Il fork fu motivato dalla struttura di comunicazione della comunità di sviluppo di OpenWRT, descritto come intrasparente dai fondatori di FreeWRT, insieme anche al desiderio di un sistema operativo open source dedicato affidabile che incontri le richieste di un ambiente commerciale.
Come in OpenWRT, non tutte le caratteristiche sono disponibili con software open source.
Per esempio il supporto al Wi-Fi su WRT54Gl ha bisogno del modulo kernel proprietario wl. che è disponibile solo per il Kernel Linux 2.4.

## Dispositivi supportati
Per fornire un supporto completo ed esaustivo, FreeWRT si concentra su pochi sistemi:

### Asus
- Asus Routers

### Linksys
- WRT54G version 2.0
- WRT54G version 2.2
- WRT54G version 3.0
- WRT54G version 3.1
- WRT54G version 4.0
- WRT54GL
- WRT54GS version 1.0
- WRT54GS version 1.1
- WRT54GS version 4
- WRT54G3G

### Netgear
- WGT634u